# Maimonides
Moše ben Majmon (hebrejsky רַבִּי מֹשֶׁה בֶּן מַיְמוֹן‎, zkráceně רַמְבָּ״ם‎ Rambam, v Evropě známý jako Maimonides, v arabském světě znám jako Abú Imrán Músá ibn Majmún Ibn Abdalláh al-Qurtúbí al-Andálusí al-Isrá’ílí; 30. března 1135, Córdoba – 13. prosince 1204, Káhira) byl rabín, židovský filosof a lékař, jedna z největších postav středověké židovské filosofie.

## Životní dráha
Maimonides se narodil v rodině rabínského soudce (dajana), po dobytí Cordoby Almohady však musel roku 1148 uprchnout do jižního Španělska (podle některých jiných zdrojů mohla jeho rodina též odejít nejprve do jižní Francie nebo do křesťanské části Španělska) a následně do Fezu. Zde studoval lékařství a zde také napsal svá první díla. Podle některých domněnek Maimonides a celá jeho rodina v tomto období byli donuceni konvertovat k islámu a jako židé žili potají.

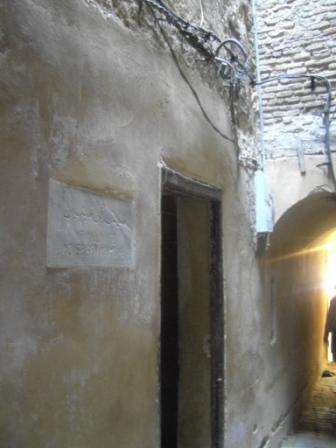
Rambamův dům ve Fezu

Roku 1165 nakonec opustil Fez a odešel do Akkonu, který byl tehdy pod nadvládou křižáků, navštívil Jeruzalém, Hebron a pravděpodobně i Týros a nakonec odešel do Fustátu (stará Káhira) v Egyptě, kde se živil jako lékař a získal si velké uznání mezi egyptskými židy. Díky svým schopnostem a vzdělání se stal káhirským rabínem a vůdcem egyptského židovstva, který reprezentoval židovskou obec před vládnoucími arabsko-muslimskými autoritami. Ačkoli úřad představeného židů zastával pouze několik let, náboženskou a halachickou autoritou zůstal mezi egyptskými (ale i jemenskými, blízkovýchodními a evropskými) židy až do své smrti.
| „                                       | ...však víte, bratři moji, že kvůli našim hříchům nás Bůh umístil mezi všechny tyto lidi z národa Ismaele, kteří nás neúprosně pronásledují a vymýšlejí způsoby, jak nám ubližovat a znevažovat nás... žádný národ nikdy tolik neublížil Izraeli, žádný jiný než tento ve způsobu, jak nás ponížit a pokořit, žádný jiný nás nebyl schopen oslabit tak, jak to udělali oni... | “ |
| — Maimonides (v dopise jemenským Židům) | |   |

Po smrti svého bratra, který zahynul během obchodní plavby do Indie, se musel stále více věnovat lékařství i na úkor studia a filosofie. Jako lékař sloužil židům, křesťanům i muslimům, mj. i synovi sultána Saladina al-Afdalovi, podle některých pramenů sloužil údajně jako lékař přímo u Saladina.
Maimonides zemřel ve Fustátu a dle tradičního podání bylo jeho tělo převezeno do Tiberiady, kde byl též pohřben a kde se nachází jeho hrob.

## Dílo
Maimonidovo dílo je výjimečné zejména pro svou originální syntézu aristotelských, arabských a židovských vlivů. Mezi jeho základní spisy patří:
- Igeret ha-šmad („Dopis o pronásledování“), zvaný též Ma’amar kiduš ha-Šem („Rozprava o posvěcení Božího Jména“; tj. mučednictví) – dopis, který Maimonides napsal pravděpodobně během pobytu v Maroku a je určen židům, kteří byli pod nátlakem nuceni přijmout islám. Dopis je reakcí na jiný list, v němž jsou židé nabádáni, aby dali raději přednost mučednické smrti před apostazí. Maimonides ve svém dopise tento postup neschvaluje a domnívá se, že by židé v takovém případě měli přestoupení předstírat, nadále svou víru praktikovat ve skrytu a při vhodné příležitosti ze země, kde jsou pronásledováni, odejít a začít nový život v zemi, kde mohou svobodně vyznávat judaismus.[9]
- Komentáře k Babylonskému talmudu a k Jeruzalémskému talmudu (Hilchot Jerušalmi)
- Igeret Tejman („Dopis do Jemenu“) – adresovaný jemenským Židům a varující před vypjatým mesiášským očekáváním způsobeným útlakem ze strany muslimských vládců a před následováním falešného mesiáše; jedno ze základních děl v oblasti židovské eschatologie. Jemenskými Židy je Maimonides dodnes považován za hlavní náboženskou autoritu. Dopis do Jemenu je také asi nejtvrdším vystoupením Maimonida vůči křesťanství a islámu.[10]
- Komentář k Mišně – sepsán původně arabsky, obsahuje mimo jiné takzvaných třináct článků víry (Šaloš esre ikarim). Součástí komentáře je i též tz. „Osm kapitol“ (Šmona prakim), které tvoří úvod ke komentáři k traktátu Avot (Pirkej avot) (vyšlo i česky).
- Mišne Tora („Opakování zákona“; též Jad ha-chazaka, doslova „Pevná ruka“; 1170–1180, hebrejsky) – první ucelená systematizace židovského náboženského práva, standardní autorita a základ pro všechny další kompilace židovského zákona. Součástí této práce je i traktát Hilchot melachim umilchamot (Práva králů a válek), jehož část 8,11(9)–10,12(16) se zaobírá problematikou noachidských přikázání, která jsou podle judaismu závazná i pro nežidy.[11]
- More nevuchim („Průvodce zbloudilých“ či „Průvodce tápajících“; kolem 1190) – filosofické dílo původně v arabštině (Dalálat al-hirín), v němž byla završeno spojení aristotelské filosofie a biblického výkladu světa.[2] Dílo vychází myšlenkově z arabského filozofa Averroa a ovlivnilo křesťanské scholastiky Alberta Velikého, Tomáše Akvinského, ale i pozdější myslitele, např. Mikuláše Kusánského. V jejich dílech je citován jako „Rabbi Moyses“. Dílo se ve své době setkalo s kladným i záporným přijetím v židovských kruzích.
- Ma’amar tchijat ha-metim („Pojednání o zmrtvýchvstání“), dopis, ve kterém Maimonides obhajuje své učení a ve kterém se brání nařčení, že je heretikem, neboť podle svých odpůrců ve svých dílech (především v Průvodci tápajících, ale i v Mišne Tora) odmítal vzkříšení mrtvých po příchodu mesiáše.
- Igeret gezerat kochavim („Dopis o rozhodnutí hvězd“), součást korespondence s francouzskými rabíny v Montpellier týkající se jejich dotazu ohledně užívání astrologie a astronomie. Maimonides v tomto dopise proti astrologii ostře vystupuje.[12]

## Filosofie

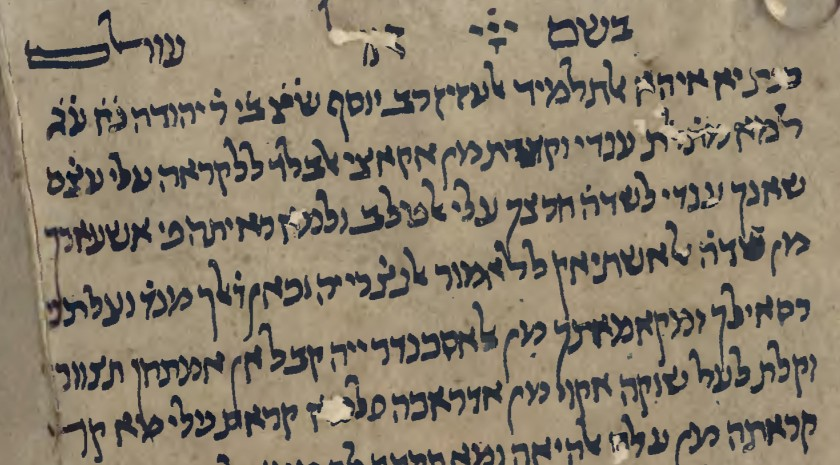
Jemenský rukopis Maimonidova díla More nevuchim

Maimonides na rozdíl od Avrahama ibn Daúda nezastíral rozpory mezi filosofií a biblickým zjevením, ale snažil se tyto nesrovnalosti uvést v soulad, neboť věřil, že filosofie a náboženství jsou jen dvěma formami pravdy, že filosofie slouží k osvojení si obsahu zjevení a že hloubka víry je závislá na hloubce filosofického poznání.
Důkazy o existenci Boha Maimonides přejímal od Aristotela a Boha samotného považoval za jednoduchou esenci, které nelze připisovat pozitivní atributy. Veškeré výpovědi o Bohu se týkají jen jeho činnosti a ve skutečnosti mají negativní charakter, tj. říkají, jaký Bůh není. Mezi aristotelským konceptem zcela soběstačného Boha a biblickým konceptem osobního Boha je podle Maimonida soulad, jenž však není lidským rozumem pochopitelný.
Otázku, zda je svět věčný či stvořený, nedokázal Maimonides rozřešit a na rozdíl od Aristotela se v souladu s židovskou vírou přiklání k názoru, že svět byl stvořen. Oproti Aristotelovi navíc Maimonides tvrdí, že svět byl stvořen nikoli z nějaké nutnosti, nýbrž ze zcela svobodné Boží vůle. Ve stvořeném světě jsou pak také možné zázraky, jež ovšem nejsou překročením stvořeného řádu: možnost zázraků je do tohoto řádu naopak zakomponována. I přes toto tvrzení ovšem Maimonides mnohé biblické zázraky vykládá alegoricky či jen jako fantazii proroků. Nejvyšší formou proroctví bylo podle Maimonida Mojžíšovo zjevení. Jelikož stvoření světa bylo svobodným aktem Božím, musí se Maimonides vypořádat s otázkou účelu tohoto stvoření. Za cíl stvoření považuje člověka, jenž by bez světa nemohl existovat.
Zvláštní důležitost připisuje poznání, které spojuje člověka s Bohem. Toto spojení pak obdařuje člověka nesmrtelností. Etika, jež má sloužit ke zdokonalování duše, tak dostává zvláštní naléhavost, jelikož nezdokonalené duše nemohou dosáhnout poznání Boha, a tedy ani nesmrtelnosti. Maimonides tak náboženství značně intelektualizoval a elitizoval, což ovšem bylo v prudkém rozporu s židovskou vírou, podle níž spása nespočívá v intelektuální aktivitě, nýbrž v dodržování Božích přikázání. Maimonides proto přišel se smírčí myšlenkou, že k dosažení nesmrtelnosti stačí i minimum poznání, jež shrnul ve třinácti článcích víry.

## Význam
Maimonides našel v židovském prostředí množství nadšených stoupenců, zároveň však neméně horlivých odpůrců. Stoupenci oceňovali, že Maimonides dokázal udělat v aristotelské filosofii místo pro biblického Boha-Stvořitele a založit židovskou víru na vědeckém základě. Toto vědecké založení ovšem bylo pro mnohé nepřijatelné, protože Maimonides zároveň smíšením s filosofií obsah židovského náboženství zásadně pozměnil.